# Christian (film, 2007)
Pour les articles homonymes, voir Christian.
Pour plus de détails, voir Fiche technique et Distribution.
Christian est un  film français réalisé par Elisabeth Löchen, sorti en 2007.

## Synopsis
Lauranne, la cinquantaine dynamique vit avec Patrick, dans la même tranche d'âge, un scénariste un peu raté. Elle a une fille Helena et un fils Bastien qu’elle adore. Elle est intelligente et brillante, mais son éducation lui a fait choisir un rôle de victime par rapport aux hommes.
Patrick pousse Lauranne au bord du gouffre. Elle est sauvée par l’amour que lui portent ses enfants et par celui qu’elle découvre en Christian de 20 ans son cadet. Malgré sa peur de souffrir à nouveau et la peur du regard des autres, elle accepte de courir ce risque, de découvrir enfin ce que peut être un amour fou, sincère, véritable...

## Fiche technique
- Titre : Christian
- Réalisation : Elisabeth Löchen
- Scénario : Sebastien Roche-Löchen[1]
- Production : Helena Harper, Sebastien Roche-Löchen
- Musique originale : David Amsellem, Franck Lebon et Alice Dona
- Montage : Sebastien Roche-Löchen
- Durée : 98 minutes
- Date de sortie : 
  -  France : 7 novembre 2007

## Distribution
- Elisabeth Löchen : Lauranne
- Yvon Martin : Christian
- Patrick Béthune : Patrick
- Christian Morin : Charles
- Charles Nemes : Romero
- Lola Vogel Helena
- Annie Girardot : Odile
- Philippe Cariou : Philippe
- Léo Bardon Jean-Bernard
- Xavier Bonastre Passant désagréable
- Ittah Karen Colette
- Judicaëlle Roche Dominique
- Sébastien Roche-Löchen Bastien
- Valérie Steffen Isa
- Manuel Pires Olivier
- Keren Marciano Mélanie
- Camille Metzger Aurélie

## Autour du film
Annie Girardot impose sa présence dans le film malgré les atteintes de la maladie d'Alzheimer.

## Distinctions
- Los Angeles: "Best Director Award" au LA FEMME FILM FESTIVAL[2]
- Astoria: "Best Foreign Film Award" au Festival International[3].